# 京都市立加茂川中学校
京都市立加茂川中学校（きょうとしりつ かもがわちゅうがっこう）は、京都府京都市北区紫竹上長目町5に位置する公立中学校。

## 概要
京都市立の公立中学校で唯一50mプールがある中学校である。
もともとは、紫明学区と元町学区の生徒を収容していた出雲路中学校と上賀茂小学校に併設、上賀茂学区と大宮学区の生徒を収容していた上賀茂中学校を合併して、現在の加茂川中学校が設立された。
以前は、現在の西賀茂中学校の校区の生徒までを収容していたので、全校生徒2000人規模の学校であったが、1988年度に西賀茂中学校と分割され現在に至る。

## 沿革
- 1948年10月1日 - 校舎建設に着手
- 1949年4月15日 - 開校
- 1956年3月 - 校歌制定（吉井勇作作詞，古関裕而作曲）[1]

## 校区
元町小学校、紫明小学校、紫竹小学校、上賀茂小学校の各校区

## アクセス
- 京都市営バス4・9・37・46・67系統「加茂川中学前」バス停

## 著名な出身者
- 鈴木史朗 - フリーアナウンサー
- 加藤登紀子 - 歌手
- 上田藍 - トライアスリート
- 松方弘樹 - 俳優
- 目黒祐樹 - 俳優
- 林ゆうき - 作曲家
- 黒田裕樹 - 慶應義塾大学湘南藤沢キャンパス 環境情報学部 教授